# Atago Gongen

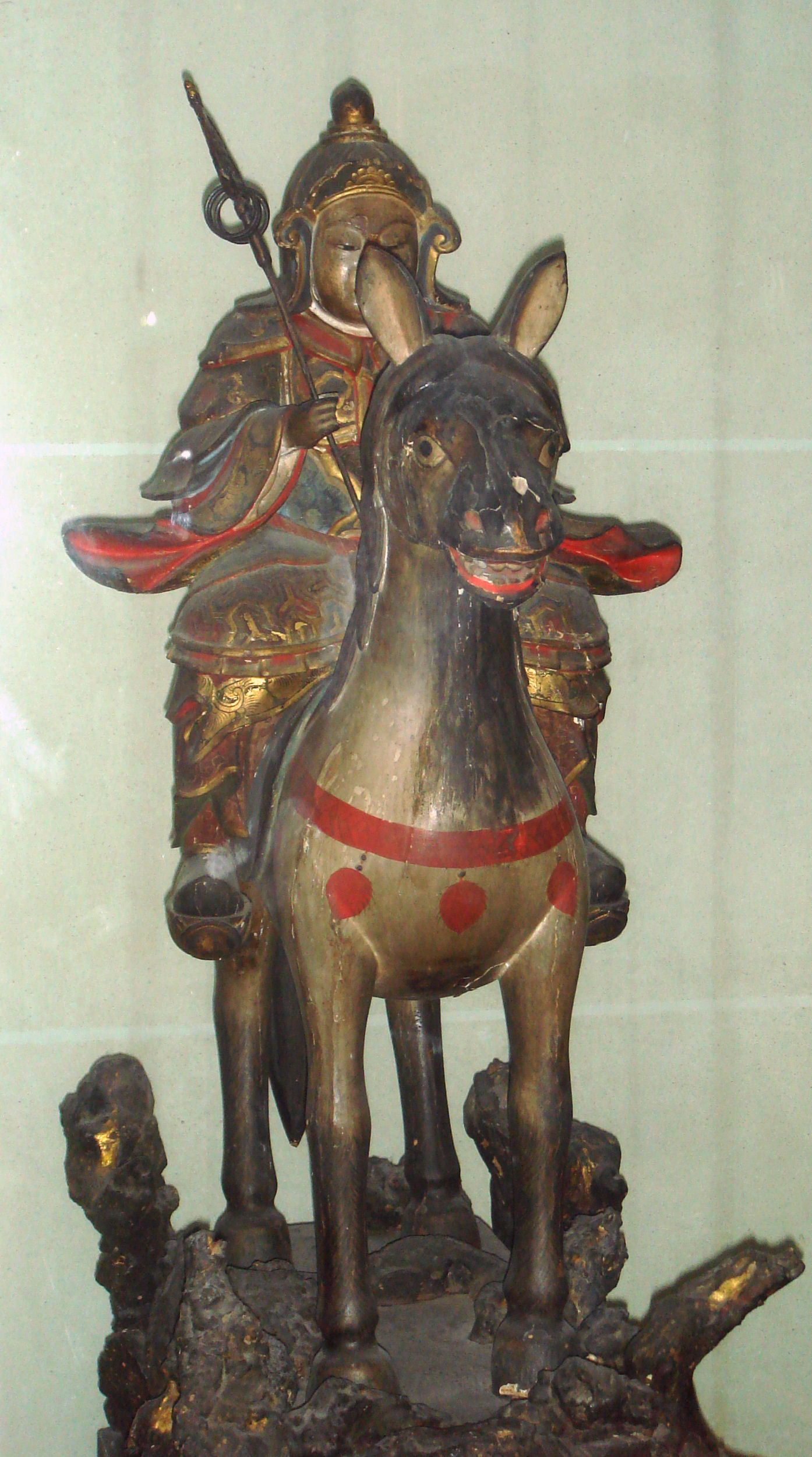
Image d'Atago Gongen; Musée Guimet

Atago Gongen (愛宕権現) est un kami supposé être l'avatar local (gongen) du bodhisattva Jizō. Son culte est issu des pratiques Shugendō sur le mont Atago à Kyoto, et Atago Gongen est vénéré comme protecteur contre le feu. Il existe quelque neuf cents sanctuaires Atago dans tout le Japon.